# Mario Ferrara
Mario Francesco Ferrara (Lercara Friddi, 2 aprile 1954) è un politico italiano, più volte parlamentare.

## Carriera
Nato a Lercara Friddi, vive a Palermo.

### Attività politica
Laureato in Ingegneria, nel 1994 aderisce a Forza Italia.

#### Elezione a deputato (1994)
Alle elezioni politiche del 1994 è eletto alla Camera dei Deputati, nella circoscrizione Sicilia 1, nella quota proporzionale di Forza Italia.
Alle successive elezioni del 1996 è ricandidato deputato, nel collegio uninominale di Termini Imerese, sostenuto dal Polo per le Libertà (in quota FI), dove viene tuttavia sconfitto di stretta misura dal candidato de L'Ulivo Giuseppe Lumia, non venendo rieletto deputato.
Diviene così consulente del presidente della Regione Siciliana Giuseppe Provenzano.

#### Elezione a senatore (2001, 2006, 2008, 2013)
Alle elezioni politiche del 2001 viene eletto al Senato della Repubblica, in regione Sicilia, nel collegio uninominale di Palermo-Settecannoli, sostenuto dalla CdL (in quota FI). In Senato è segretario del gruppo parlamentare di Forza Italia.
Alle elezioni politiche del 2006 viene confermato senatore, nelle liste di Forza Italia.
Alle elezioni politiche del 2008 viene nuovamente eletto senatore, nelle liste del Popolo della Libertà.
Durante la XVI Legislatura è Vicepresidente della VI Commissione permanente (Finanze e tesoro). Noto soprattutto per uno degli emendamenti che hanno evitato la diminuzione consistente degli stipendi dei parlamentari proposto nella dura finanziaria 2011.
Nel 2011 abbandona il PdL e aderisce a Grande Sud di Gianfranco Micciché; il 21 luglio 2011 lascia il gruppo del Popolo della Libertà per aderire al nuovo gruppo parlamentare di centro-destra Coesione Nazionale, nato per sostenere il governo Berlusconi.
Grazie ad un accordo tra Grande Sud e PdL, alle elezioni politiche del 2013 viene rieletto senatore, in virtù della candidatura all'interno delle liste del Popolo della Libertà in regione Sicilia.
Il primo giorno di legislatura si iscrive al gruppo misto, per poi passare il giorno successivo, il 20 marzo 2013, al nuovo gruppo parlamentare di centro-destra "Grandi Autonomie e Libertà-Unione dei Democratici Cristiani e dei Democratici di Centro", di cui diviene capogruppo. Fa inoltre parte della Giunta delle elezioni in Senato.
Il 23 novembre 2013, in seguito allo confluenza di Grande Sud in Forza Italia, aderisce anch'egli a Forza Italia, pur rimanendo all'interno del gruppo parlamentare "GAL-UDC" per evitarne lo scioglimento.